# Gubiernija Niżny Nowogród
Gubiernija Niżny Nowogród (ros. ВК «Губерния» Нижний Новгород) — męski klub siatkarski z Rosji powstały w roku 2008 z siedzibą w Niżnym Nowogrodzie.
Obecnie zespół występuje w rozgrywkach Superligi.

## Sukcesy
- Puchar CEV:
  -  2. miejsce (1x): 2014

## Bilans sezon po sezonie
| Sezon     | Liga              | Miejsce | Mecze (Z-P) | Mecze (Z-P) | Puchary               |
| --------- | ----------------- | ------- | ----------- | ----------- | --------------------- |
| 2008/2009 | Pierwaja liga     | 6.      | 45          | 22-23       |                       |
| 2009/2010 | Wysszaja liga "B" | 2.      | 54          | 43-11       |                       |
| 2010/2011 | Wysszaja liga "A" | 3.      | 44          | 29-15       |                       |
| 2011/2012 | Superliga         | 11.     | 26          | 10-16       |                       |
| 2012/2013 | Superliga         | 4.      | 31          | 21-10       |                       |
| 2013/2014 | Superliga         | 5.      | 29          | 17-13       | finalista Pucharu CEV |
| 2014/2015 | Superliga         | 7.      | 32          | 15-17       |                       |
| 2015/2016 | Superliga         | 14.     | 26          | 2-24        |                       |

Poziom rozgrywek:
     najwyższy ogólnokrajowy
     drugi
     trzeci
     czwarty

## Kadra w sezonie 2014/2015
- Pierwszy trener: Płamen Konstantinow
- Asystent trenera: Alessandro Piroli

| Nr | Imię i nazwisko     | Data ur. | Wzrost | Pozycja      |
| -- | ------------------- | -------- | ------ | ------------ |
| 1  | Artem Kasztanow     | 1995     | 184    | libero       |
| 2  | Samir Mucharow      | 1993     | 196    | przyjmujący  |
| 3  | Dmitrij Kowalow     | 1991     | 198    | rozgrywający |
| 4  | Siergiej Andriewski | 1986     | 190    | rozgrywający |
| 5  | Makar Bestuzhew     | 1987     | 194    | przyjmujący  |
| 6  | Nikołaj Pawłow      | 1982     | 196    | atakujący    |
| 7  | Oleg Syczew         | 1988     | 210    | środkowy     |
| 8  | Siergiej Sawin      | 1988     | 200    | przyjmujący  |
| 10 | Maksim Szulgin      | 1983     | 203    | rozgrywający |
| 11 | Filipp Woronkow     | 1983     | 193    | atakujący    |
| 12 | Aleksander Janutow  | 1983     | 195    | libero       |
| 13 | Wiktor Josifow      | 1985     | 205    | środkowy     |
| 15 | Matteo Martino      | 1987     | 198    | przyjmujący  |
| 16 | Maksim Szpilew      | 1995     | 199    | atakujący    |
| 18 | Aleksiej Kuleszow   | 1979     | 206    | środkowy     |

## Kadra w sezonie 2013/2014
- Pierwszy trener: Płamen Konstantinow
- Asystent trenera: Alessandro Piroli

| Nr | Imię i nazwisko      | Data ur. | Wzrost | Pozycja      |
| -- | -------------------- | -------- | ------ | ------------ |
| 1  | Andriej Dranisznikow | 1990     | 182    | libero       |
| 2  | Aleksandr Janutow    | 1983     | 195    | libero       |
| 4  | Mikko Esko           | 1978     | 198    | rozgrywający |
| 5  | Aleksiej Ostapienko  | 1986     | 206    | środkowy     |
| 6  | Nikołaj Pawłow       | 1982     | 196    | atakujący    |
| 7  | Oleg Syczew          | 1988     | 210    | środkowy     |
| 8  | Siergiej Sawin       | 1988     | 200    | przyjmujący  |
| 9  | Pawieł Abramow       | 1979     | 197    | przyjmujący  |
| 10 | Maksim Szulgin       | 1983     | 203    | rozgrywający |
| 11 | Igor Tiurin          | 1987     | 198    | atakujący    |
| 12 | Miloš Nikić          | 1986     | 194    | przyjmujący  |
| 14 | Nikita Liamin        | 1985     | 203    | środkowy     |
| 15 | Makar Biestużew      | 1987     | 194    | przyjmujący  |
| 17 | Igor Szulepow        | 1972     | 203    | przyjmujący  |
| 18 | Aleksiej Kuleszow    | 1979     | 206    | środkowy     |